# Zalmoxis solitaria
Zalmoxis solitaria is een hooiwagen uit de familie Zalmoxioidae.